# Ayu-mi-x 6 -Silver-
ayu-mi-x 6 -SILVER- – osiemnasty remiksowy album Ayumi Hamasaki, jedna z dwóch części albumu ayu-mi-x 6. Album został wydany 26 marca 2008 roku. Album znalazł się na 8. miejscu w rankingu Oricon. Sprzedano 42 810 kopii. W Japonii album kosztował ¥ 2 500.

## Lista utworów
| #  | Tytuł                           | Remix               | Czas |
| -- | ------------------------------- | ------------------- | ---- |
| 1  | "GAME × YOJI"                   | Yoji                | 5:22 |
| 2  | "Together When... × CO-FUSION"  | Co-Fusion           | 6:16 |
| 3  | "No way to say × HIGH CONTRAST" | High Contrast       | 6:07 |
| 4  | "alterna × FREEFORM FIVE"       | Freeform Five       | 3:43 |
| 5  | "HEAVEN × DAISHI DANCE"         | Daishi Dance        | 5:15 |
| 6  | "fated × MAKOTO"                | Makoto              | 5:40 |
| 7  | "About You × BLACK STROBE"      | Black Strobe        | 3:53 |
| 8  | "decision × FORCE OF NATURE"    | Force Of Nature     | 4:37 |
| 9  | "JEWEL × STEPHANE POMPOUGNAC"   | Stéphane Pompougnac | 3:53 |
| 10 | "CAROLS × PLAYGROUP"            | Trevor Jackson      | 4:22 |
| 11 | "part of Me × CARL CRAIG"       | Carl Craig          | 4:50 |
| 12 | "walking proud × CALM"          | Calm                | 5:23 |